# إكلسيا وسيناجوج

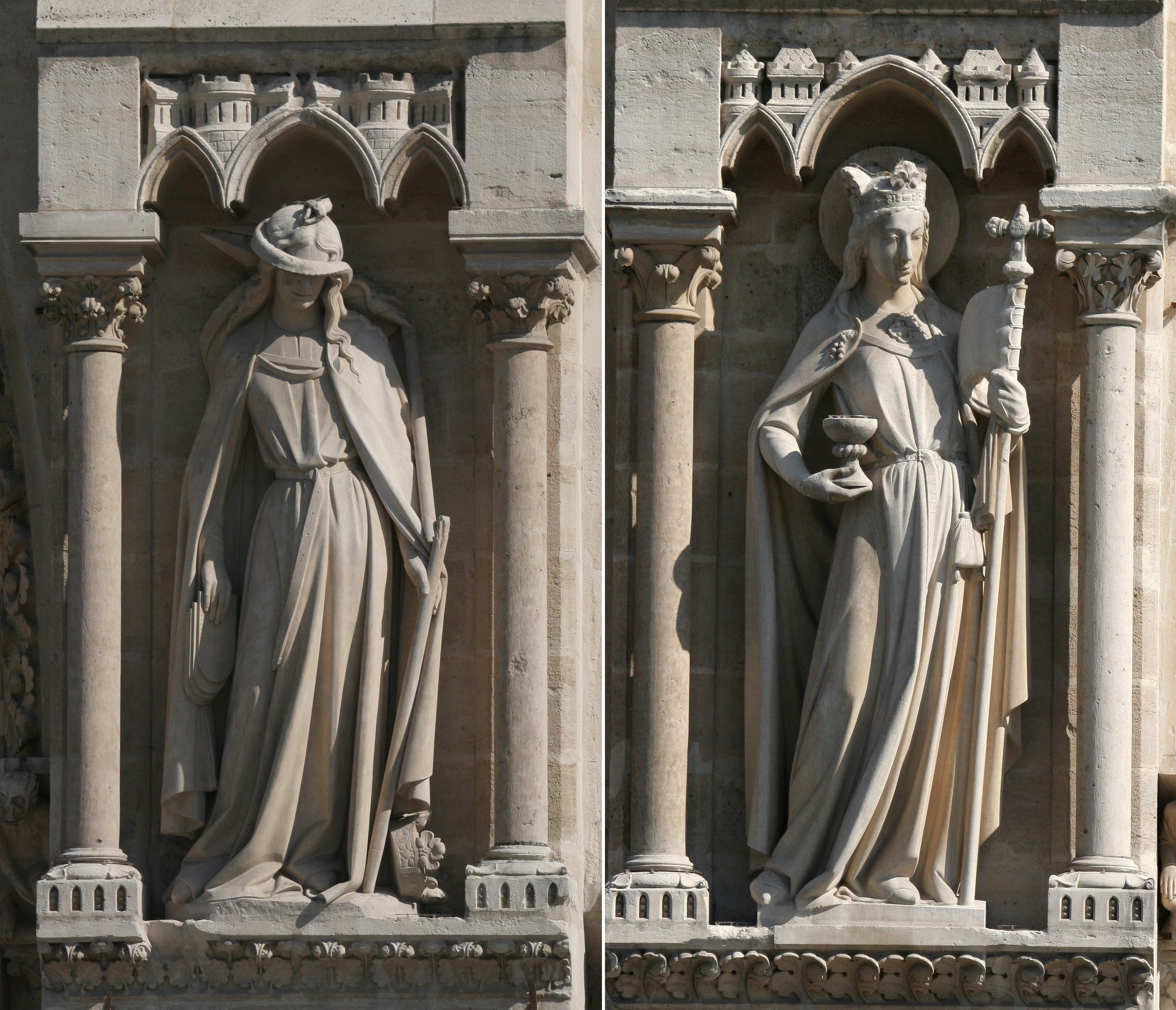
تماثيل إكلسيا وسيناجوج في كاتدرائية نوتردام دو باري: الكنيسة ممثلة على اليمين، في حين أن الكنيس ممثل على اليسار.

الإكلسيا والسيناجوج (باللاتينيَّة: Ecclesia and Synagoga) أي الكنيسة والكنيس هي عمل فني يجسد الكنيسة المسيحية والكنيس اليهودي، كتشخيص لكل من الديانة المسيحية واليهودية، وجد هذا النوع في الفن المسيحي في القرون الوسطى.
وغالبًا ما تم نحت العمل من خلال شخصيات كبيرة وعلى جانبي بوابة الكنيسة، كما في الأمثلة الأكثر شهرة، تلك التي في كاتدرائية ستراسبورغ. وتظهر الكنيسة على شكل مرأة مع تاج، وتحمل كأس وصليب. في المقابل يصور الكنيس على شكل مرأة معصوبة العينين، وتحمل حربة (ربما إشارة إلى الحربة المقدسة التي طعن بها يسوع) وتحمل بيدها الأخرى ألواح التوراة.